# Killer (álbum de Alice Cooper)
Killer —en español: Asesino— es el cuarto álbum de estudio de la banda estadounidense Alice Cooper, publicado a finales del otoño de 1971 por Warner Brothers y producido por Bob Ezrin. La canción "Desperado" fue dedicada a Jim Morrison, fallecido cantante de la agrupación The Doors.
El único sencillo producido para el álbum fue la canción "Under My Wheels", escrita por Michael Bruce, Dennis Dunaway y Bob Ezrin. Lester Bangs de Rolling Stone le dio una crítica favorable al álbum. Afirmó que es muy superior a las dos primeras producciones de la banda. Se refirió a Alice Cooper  como "una banda fuerte, vital, que se quedará por aquí por mucho tiempo."

## Lista de canciones
1. "Under My Wheels" (Michael Bruce, Dennis Dunaway, Bob Ezrin) - 2:51
2. "Be My Lover" (Bruce) - 3:21
3. "Halo of Flies" (Alice Cooper, Glen Buxton, Bruce, Dunaway, Neal Smith) - 8:22
4. "Desperado" (Cooper, Bruce) - 3:30
5. "You Drive Me Nervous" (Cooper, Bruce, Ezrin) - 2:28
6. "Yeah, Yeah, Yeah" (Cooper, Bruce) - 3:39
7. "Dead Babies" (Cooper, Buxton, Bruce, Dunaway, Smith) - 5:44
8. "Killer" (Bruce, Dunaway) - 6:57

## Personal
- Alice Cooper – voz
- Glen Buxton – guitarra
- Michael Bruce – guitarra
- Dennis Dunaway – bajo
- Neal Smith – batería